# تتریب
تتریب در لغت به معنی خاک آلود کردن است و در اصطلاح مسلمانان به معنی خاک آلود کردن پیشانی برای انجام نماز است
یاران محمد پیامبر اسلام از تماس پیشانی خود با خاک هنگام نماز دوری می‌کردند ولی پیامبر به آنان دستور می‌داد که از خاک آلود کردن پیشانی هنگام نماز پرهیز نکنند به عنوان مثال اینگونه آمده است «ترّب وجهک یا صهیب» و در جای دیگر «یا افلح ترّب»